# Библиотека Мармоттан
Библиотека Мармоттан — охраняемая государством библиотека, расположенная в Булонь-Бийанкур, которую основал историк и коллекционер Поль Мармоттан и завещал её Академии изящных искусств Франции. Она посвящена Первой Империи и открыта для читателей, интересующихся как этим периодом, так и XIX веком в целом. С 1984 года библиотека частично включена в список исторических памятников Франции, а в 2012 году получилa маркировку «Maisons des Illustres» («Дома выдающихся людей»).

## История

### Особняк Поля Мармоттана
Вскоре после смерти своего отца Жюля Мармоттана (1829—1883), богатого директора рудничной компании Брюэ, молодой Поль решил полностью посвятить себя своей страсти к Наполеону и Империи. В 1882 году он приобрел парижский особняк, ставший сегодня музеем Мармоттан-Моне, а спустя несколько лет купил участок земли в Булонь-Бийанкуре.

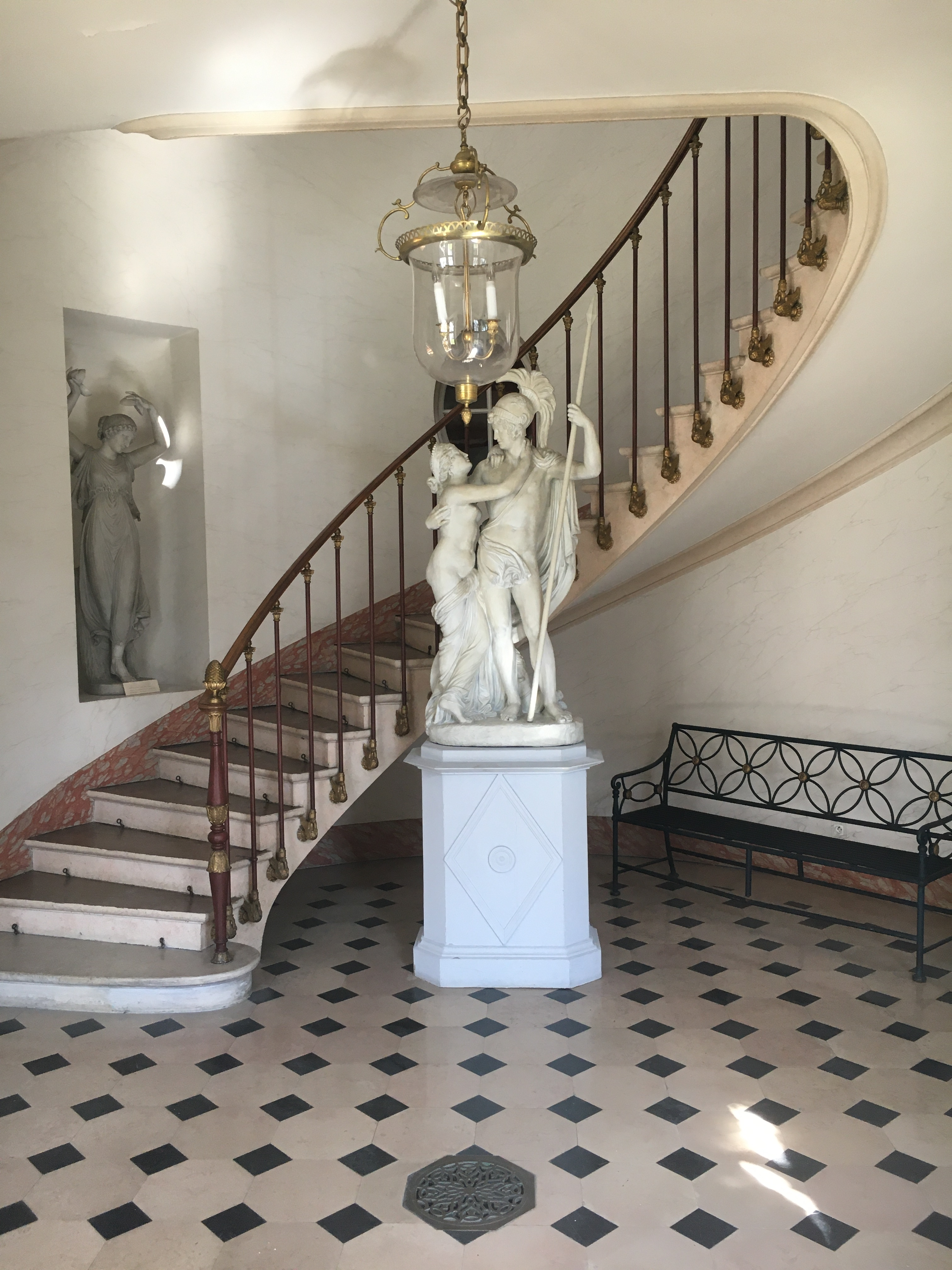
Вестибюль библиотеки Мармоттан

Дом, который он там построил, вскоре стал его рабочей библиотекой. Поль Мармоттан свозил сюда в течение тридцати лет, с 1890 по 1920 годы, все книги, собранные им в результате исследований и путешествий по Европе, многие из которых были полезны для изучения наполеоновского периода. Наряду с созданием этого уникального книжного фонда, он также собрал в Булонь-Бийанкуре коллекцию картин, мебели и декоративных предметов в стиле ампир, в том числе почти 6000 старинных гравюр.
Будучи историком-эрудитом и просвещенным коллекционером, Поль Мармоттан превратил свой булонский особняк в место, прославлявшее не столько самого Наполеона, сколько вкус и искусство жизни, расцветшие во время наполеоновского правления. Примером тому служит Голубая гостиная, предназначенная для хранения старинных портьер той эпохи; рабочий кабинет, где находятся два больших библиотечных шкафа работы Жакоб-Демальтера, и рабочий стол, принадлежавший королю Жозефу, брату Наполеона.
В 1932 году особняк Поля Мармоттана перешел по завещанию Академии изящных искусств и стал библиотекой Мармоттан.

### История библиотеки Мармоттан
Первый библиотекарь Поль Флерио де Лангль (1897—1968), секретарь Поля Мармоттана, составил каталог книг и написал руководство по коллекции, которое представляет большую ценность по сей день.

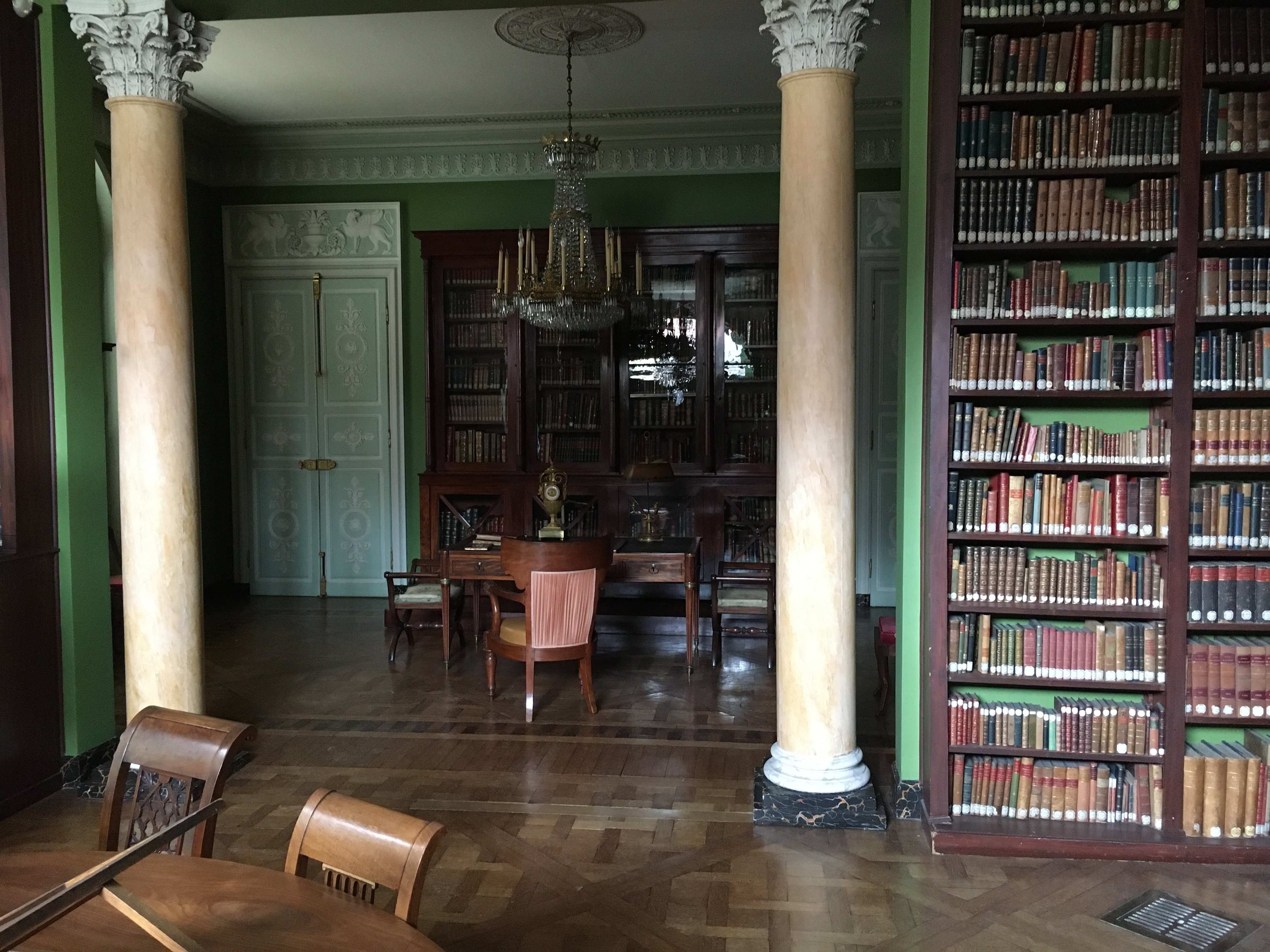
Рабочий кабинет Поля Мармоттана

После его ухода на пенсию библиотека в течение нескольких лет оставалась в запустении из-за нехватки средств, выделяемых Академией изящных искусств. В 1968 году Академия при посредничестве Жюльена Кэна передала научное руководство этим местом историку искусств Брюно Фукару (1938—2018). Тот проработал здесь до начала 2010-х годов и, в числе прочего, поручил библиотекарю Жан-Мишелю Пьянелли составить полный инвентарь коллекций. Кроме того, Фукар проводил политику регулярных закупок и существенно расширил фонд, посвященный истории искусства первой половины XIX века.
В 1996 году, после четырёх лет реставрационных работ, Академия изящных искусств передала управление библиотекой Мармоттан городу Булонь-Бийанкур на тридцатилетний срок. В особняке появился зал для проведения лекций и концертов, благодаря чему он стал более открыт для широкой публики. Здесь проводились многочисленные выставки, посвященные наполеоновской эпохе, к примеру, «Ковер империи» (2003), «Милосердие Наполеона» (2004), или из недавних — «Игры Империи» (2017) и «От Жозефины до Евгении: веер в XIX веке» (2018).
Срок управления библиотекой городом Булонь-Бийанкур закончился в 2018 году, и с тех пор она была закрыта для широкой публики из-за ремонта. С октября 2020 года ею руководит историк искусства и член Академии изящных искусств Адриен Гетц.

### Библиотека сегодня

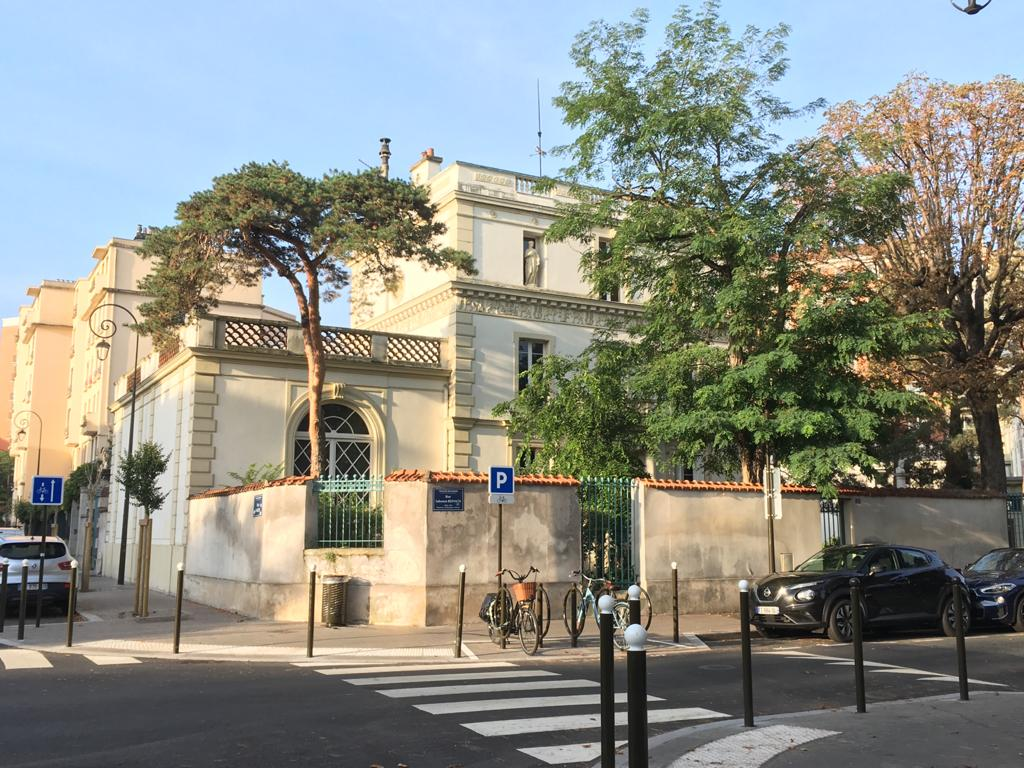
Вид на библиотеку с улицы Саломон

Согласно пожеланиям основателя библиотеки Поля Мармоттана, который хотел, чтобы та способствовала историческим исследованиям, а также по инициативе Адриена Гетца Академия изящных искусств приняла решение о преобразовании бывшей квартиры хранителя библиотеки в жилье для исследователей XIX века.
В то же время в рамках новой политики Академии изящных искусств, направленной на поддержку творчества через предоставление резиденций, в садовом павильоне запланировано обустройство трех квартир и мастерских для художников.
Таким образом, особняк Мармоттан на сегодняшний день представляет собой библиотеку, выставочное пространство, лекционный зал с различными культурными программами, а также резиденцию для исследователей и художников.

## Коллекции

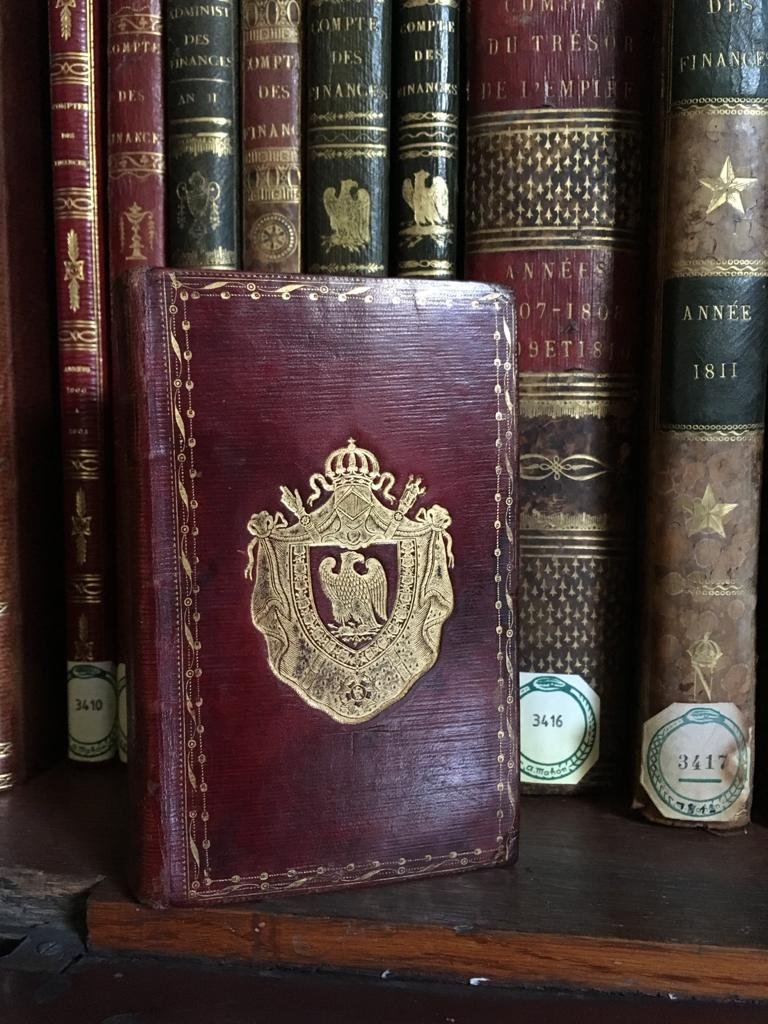
Переплет книги эпохи Империи

Фонды библиотеки Мармоттан насчитывают около 25 000 книг и периодических изданий, некоторые из которых представляют собой большую редкость. Коллекции библиотеки Мармоттан в большей степени посвящены Империи, что делает её, по словам Брюно Фукара, «крупнейшей наполеоновской библиотекой в Европе». Но Поля Мармоттана, большого путешественника, интересовала не только Франция, но и вообще вся Европа начала XIX века, поэтому в фондах немало книг, посвященных другим странам, в особенности Италии. Коллекция затрагивает все стороны истории и культуры Империи, но особенно много внимания уделено вопросам, касающимся имперской администрации: «Мармоттан не пренебрегал военной историей, однако особое внимание он уделял материальной организации завоеванных стран: в Наполеоне он больше восхищается администратором, чем […] завоевателем. Вот почему он […] собирал на полках своей библиотеки все эти ежегодные справочники, статистические таблицы, словари, календари, карты, отчеты, акты, газеты, описания путешествий и т. д.».

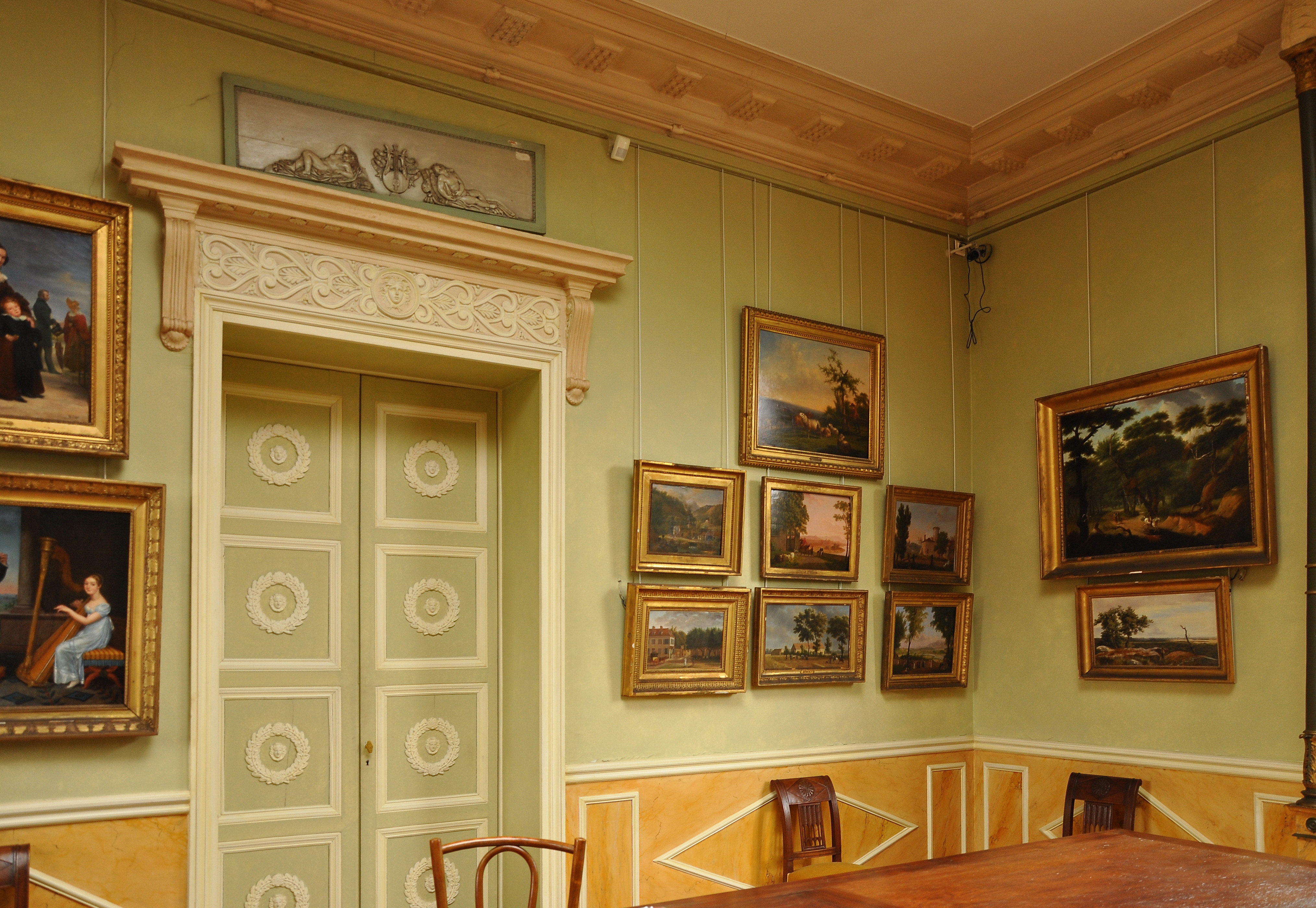
Галерея гравюр

Благодаря политике закупок, проводимой Брюно Фукаром, другой важной частью библиотечной коллекции стала история искусств во времена Империи и вообще в первой половине XIX века. Фонд, посвященный истории и архитектуре Парижа, пополнялся на протяжении многих лет с тех пор, как Поль Мармоттан стал членом-основателем Комиссии старого Парижа. Наконец, в библиотеке хранится более ста научных работ, посвященных наполеоновскому периоду (магистерские или докторские диссертации).
Библиотека Мармоттан — это «редкий пример библиотеки с атмосферой, задуманной как органическое целое, где книги и интерьер дополняют друг друга». С 1984 года она частично включена в список исторических памятников Франции, а в 2012 году ей была присвоена маркировка «Maisons des Illustres» («Дома выдающихся людей»).